# Pseudocyclops schminkei
Pseudocyclops schminkei is een eenoogkreeftjessoort uit de familie van de Pseudocyclopidae. De wetenschappelijke naam van de soort is voor het eerst geldig gepubliceerd in 2009 door Chullasorn, Ferrari & Dahms.